# Стан NOON
Стан NOON — квантово-механічний заплутаний стан багатьох тіл:
{\displaystyle |\psi _{\text{NOON}}\rangle ={\frac {|N\rangle _{a}|0\rangle _{b}+e^{iN\theta }|{0}\rangle _{a}|{N}\rangle _{b}}{\sqrt {2}}},\,}
що представляє суперпозицію частинок N в режимі a з нульовими частинками в режимі b, і навпаки. Зазвичай частинки складають фотони, але в принципі будь-яке бозонне поле може підтримувати стан NOON.

## Історія та термінологія
Стани NOON були вперше введені Barry C. Sanders в контексті вивчення квантової декогеренції станів кота Шредінгера. Вони були незалежно відкриті в 2000 році групою Джонатана Даулінга в JPL, яка представила їх як основу для концепції квантової літографії. Термін «стан NOON» вперше з'явився у друці як виноска у статті з квантової метрології, опублікованій Лі, Коком та Даулінгом, де це було написано N00N, з нулями замість літер «O».

## Застосування
Стани NOON є важливим поняттям у квантовій метрології та квантовому зондуванні за здатність з їх допомогою проводити точні вимірювання фази при використанні в оптичному інтерферометрі. Наприклад, розглянемо спостережуване
{\displaystyle A=|N,0\rangle \langle 0,N|+|0,N\rangle \langle N,0|.\,}
Очікуване значення {\displaystyle A} для системи в стані NOON перемикається між +1 і −1, коли фаза змінюється з 0 на {\displaystyle \pi /N}. Більш того, похибка вимірювання фази стає
{\displaystyle \Delta \theta ={\frac {\Delta A}{|d\langle A\rangle /d\theta |}}={\frac {1}{N}}.}
Це так звана межа Гейзенберга дає квадратичне покращення порівняно з стандартною квантовою межею. Стани NOON тісно пов'язані із котом Шредінгера та станами Грінбергера–Горна–Цайлінґера і надзвичайно крихкими.

## Експериментальні реалізації
Було кілька теоретичних пропозицій щодо створення фотонних станів NOON. Кок, Лі та Даулінг запропонували перший загальний метод, заснований на методі постселекції фотодетекції. Недоліком цього методу було його експоненціальне масштабування ймовірності успіху протоколу. Прайд і Уайт згодом запровадили спрощений метод з використанням симетричних багатопортових дільників променя, однофотонних входів, та або передбачених або умовних вимірювань. Їхній метод, наприклад, дозволяє виконувати оголошене створення стану NOON з N = 4 без необхідності постселекції або нульового виявлення фотонів і має таку ж ймовірність успіху 3/64, як і більш складна схема Кока та ін. Кейбл і Даулінг запропонували метод, який має поліноміальне масштабування з імовірністю успіху, який тому можна назвати ефективним.
Двофотонний стан NOON, де N = 2, може бути створений детерміновано з двох однакових фотонів і дільника променя 50:50. Це називається ефект Хонга–Оу–Мендела в квантовій оптиці. Три- і чотирифотонні стани NOON неможливо створити детерміновано з однофотонних станів, але вони були створені імовірнісним шляхом постселекції за допомогою спонтанного параметричного перетворення. Інший підхід, що включає інтерференцію некласичного світла, створеного спонтанним параметричним перетворенням, і класичного лазерного променя на дільнику променя 50:50, був використаний І. Афеком, О. Амбаром та Ю. Сільберберг, щоб експериментально продемонструвати створення стану NOON до N = 5.
Супер-роздільна здатність раніше використовувалась як показник створення стану NOON. У 2005 році, Resch з іншими показали, що його можна однаково добре підготувати за допомогою класичної інтерферометрії. Вони показали, що лише фазова надчутливість є однозначним показником стану NOON; крім того, вони запровадили критерії для визначення, чи було це досягнуто на основі спостережуваної видимості та ефективності. Фазова надчутливість стану NOON з N = 2 була продемонстрована і супер-роздільна здатність, але не суперчутливість, оскільки ефективність була занадто низькою, станів NOON до N = 4 фотонів також була продемонстрована експериментально.